# 鸡街镇 (个旧市)
鸡街镇，位于蒙自坝内，是中华人民共和国云南省红河哈尼族彝族自治州个旧市下辖的一个乡镇级行政单位。1975年前属蒙自县，后划入个旧市。2006年，乍甸镇、倘甸乡并入。

## 行政区划
鸡街镇下辖以下地区：
鸡街社区、乍甸社区、鸡街村、兴业村、龙潭村、棚旧村、小芭蕉村、下乍甸村、上乍甸村、包家庄村、莫舍白村、他秃村、毕业红村、水龙井村、邦干村、倘甸村、石榴坝村和甸尾村。

## 交通
- 玉蒙铁路；个旧站